# Municipio de Greenfield (condado de Warren)
El municipio de Greenfield (en inglés: Greenfield Township) es un municipio ubicado en el condado de Warren en el estado estadounidense de Iowa. En el año 2010 tenía una población de 6407 habitantes y una densidad poblacional de 59,42 personas por km².

## Geografía
El municipio de Greenfield se encuentra ubicado en las coordenadas 41°27′35″N 93°37′3″O / 41.45972, -93.61750. Según la Oficina del Censo de los Estados Unidos, el municipio tiene una superficie total de 107.83 km², de la cual 107,21 km² corresponden a tierra firme y (0,58 %) 0,63 km² es agua.

## Demografía
Según el censo de 2010, había 6407 personas residiendo en el municipio de Greenfield. La densidad de población era de 59,42 hab./km². De los 6407 habitantes, el municipio de Greenfield estaba compuesto por el 96,27 % blancos, el 0,61 % eran afroamericanos, el 0,12 % eran amerindios, el 0,66 % eran asiáticos, el 0,84 % eran de otras razas y el 1,5 % eran de una mezcla de razas. Del total de la población el 3,29 % eran hispanos o latinos de cualquier raza.